# 押解及支援組
押解及支援組（英文：Escort and Support Group，縮寫ESG）隸屬於懲教署，專門負責押解在囚人士出席法院應召聆訊、前往就診、進行排列隊伍確認人士程序及院所間內部轉解。此外，亦都負責管理終審法院大樓、香港高等法院、香港區域法院羈留室及伊利沙伯醫院及瑪麗醫院的羈留病房，並且派員到各個香港裁判法院，將需要被押抵接受羈留的人士，送回各處的院所。

## 組織
押解及支援組約350名人員中，有近200名屬於其轄下的懲教緊急應變隊，當中有逾20名為女性人員。

## 著名隊員
- 喬寶寶，香港演員

## 相關參見
- 中央解犯組

## 外部連結
- 懲教署緊急應變隊保持訓練預防騷動